# 카시와기 유키
카시와기 유키(일본어: 柏木 由紀 가시와기 유키[*], 1991년 7월 15일~)는 일본의 아이돌, 가수, 배우이다. 2007년부터 2024년까지 여성 아이돌 그룹 AKB48의 멤버로 활동했다. 

## 내력
2005년
- 10월, 「AKB48 오프닝 멤버 오디션」에 응모, 다음날 면접을 받도록이라는 연락을 접수 모친에게 상담하지만, 상경하지 못하고 단념.

2006년
- 7월, 「모닝구 무스메。 Happy 8기 오디션」에 응모. 삼차 전형 진출자 25명(참가 총수 6,883명)까지 남았지만 낙선.
- 12월 3일, 「제3기 AKB48 추가 멤버 오디션」에 합격.
- 12월 9일, 「AKB48 1st ANNIVERSARY LIVE ~집결이다! 「A」 「K」 「B」!~」에 두고, 구 팀 B의 일원으로서 첫선을 보임을 실시해, 「무엇인가 메시지를 전해지는 노래를 해 춤출 수 있는 가수가 되고 싶다」고 인사를 했다.

2007년
- 4월 8일, AKB48 극장에서, 구 팀B의 일원으로서 공연 데뷔.

2009년
- 3월 25일, 팀B 밤 공연에 대해 비스킷 엔터테인먼트(와타나베 엔터테인먼트 산하)에의 이적을 발표.
- 4월, TBS 계열 정보 프로그램 「히루오비!」 안의 기상 정보 코너 「히루오비! 날씨」 수・목요일 담당에 정식 발탁 된다(동년 9월 말부터는 월・화요일 담당). 각국으로 방송되고 있는 아침・낮 대의 정보 프로그램에서의 여성 기상 정보 코너 담당자(이른바 「날씨 언니(누나)」) 중에서는 최연소이다.
- 6월부터 7월에 걸쳐 시행된 「AKB48 13th 싱글 선발 총선거 「신에게 맹세코 가치입니다.」」에서는 9위로, 미디어 선발이 되었다.
- 8월 23일, 「요미우리 신문 창간 135주년 기념 콘서트 AKB 104 선발 멤버 내각 조성축제」의 밤 공연 종료 후에 발표된 신체제에 대하고, 신생팀 B의 캡틴으로 취임하는 것이 발표되어 다음 2010년 5월 21일에 취임했다.
- 9월, 첫 솔로 사진집 「이상, 카시와기 유키였습니다」를 발매. 12월 26일, TBS 계열로 방송된 「랭크 왕국 연말 총력제」의 연간 아이돌 사진집을 순위에 두고, 1위를 획득.

2010년
- 2월, 첫 솔로 DVD 「이상, 괌으로부터 카시와기 유키였습니다」를 발매.
- 5월부터 6월에 걸쳐 시행된 「AKB48 17th 싱글 선발 총선거 「어머니에게 맹세코, 가치입니다」」에서는 8위로, 미디어 선발들을 완수했다.
- 6월 28일, 팀 B 5th Stage 「씨어터의 여신」 공연에서 구라모치 아스카・다카조 아키와 신 유닛 「프렌치 키스」를 결성한 것을 발표.

2011년
- 4월부터 방송 개시한 텔레비전 애니메이션 「SKET DANCE」에서 주인공 후지사키 유스케의 여동생 「후지사키 루미」의 역할로서 성우를 하고 있다.
- 5월부터 6월에 걸쳐 실행된 「AKB48 22nd 싱글 선발 총선거 「금년도 가치입니다.」」에서는 전년의 8위에서 3위로 약진해, 자신 처음이 되는 TOP3에서 선발 멤버를 완수하였다.
- 11월 1일부터 카고시마 현의 관광 캠페인 코머셜에 출연.

2012년
- 3월~4월에 개최 예정의 「리본 페스타 2012」에 대해 상영되는 아키모토 야스시 원작의 애니메이션 「마리모의 꽃 ~최강무투파 초등학생 전설~」에 성우로서 마리모 역으로 출연.
- 5월, 구라모치・다카죠・오야 시즈카・사토 나쓰키와 함께 와타나베 엔터테인먼트에 이적.
- 5월부터 6월에 걸쳐 시행된 「AKB48 27th 싱글 선발 총선거」에서는 3위로, 선발 멤버에 선출되었다[1].
- 7월 13일, 나카노 선플라자에서 행해진 자신의 「1st 솔로 라이브 ~자도 깨어나도 유키링 월드~」에서 종합 프로듀서 아키모토 야스시의 Google+의 기사에 의해 솔로 데뷔하는 것이 발표되었다.
- 7월 17일, 카고시마 현의 PR을 실시하는 「사쓰마 대사」에 취임.

2013년
- 2월 6일, 1st 솔로 싱글인 ショートケーキ(쇼트케이크)를 발매하였다.
- 5월부터 6월에 걸쳐 실시된 《AKB48 32nd 싱글 선발 총선거》에서는 4위로, 선발 멤버에 선출되었다[2].

2014년
- 2월 24일, Zepp DiverCity에서 개최된 「AKB48 그룹 대조각 축제」에서 NMB48 팀N과의 겸임이 발표되었다.
- 5월부터 6월에 걸쳐 실시된 《AKB48 37th 싱글 선발 총선거》에서는 3위로, 선발 멤버에 선출되었다[3].

2015년
- 3월 26일, 사이타마 슈퍼 아레나에서 열린 「AKB48 봄의 단독 콘서트 ~ 차기 총감독 아직 수행 중!~」에서 NGT48에 겸임이 발표되었다.
- 5월 24일, NMB48 팀N의 활동(겸임)을 종료했다.
- 5월부터 6월에 걸쳐 실시된 《AKB48 41st 싱글 선발 총선거》에서는 2위로, 선발 멤버에 선출되었다[4].
- 6월 11일, 주간문춘에 테고시 유야와의 스캔들이 실렸다.
- 10월 11일, 한국에 내한해, NGT48의 명의로 부산 아시아드 경기장에서 열리는 2015 아시아송 페스티벌에 참가해 공연했다[5].

2016년
- 1월 10일,《NGT48 극장 개장 첫날 공연》에 출연함과 동시에 팀NIII의 결성이 발표되었다.

2019년
- 4월 21일, NGT48 팀NIII의 활동(겸임)을 종료했다.
- AKB48의 56번째 싱글 서스테이너블에서 1열에 선발되었다.
- 11월 13일, 중대발표를 예고하였고 10년 벚꽃 무대를 마치고 30살까지 AKB48을 졸업하지 않겠다고 발표하였다.

2024년
- 4월 30일, 17년만에 AKB48을 졸업하였다.

## 인물
- 캐치 카피는 「항상 유키링 월드! 열중하게 시켜버릴거야!」.
- 애칭은 주로 「유키링」이지만, AKB48의 2008년 5월 4일의 공연으로부터 기쿠치 아야카에게 「블랙 카시와기」 (그때, 본인의 착용하고 있는 옷이 흑색이었던 일로 유래)로 불리기 시작했다. 또, 미야자와 사에에게서는 「링쨩」, 오오타 아이카 등에서는 「카시와기쨩」, 코지마 하루나 나 시노다 마리코에게서는 「카시와게쨩」이라고 불리고 있다. 덧붙여, 초등학생 때에는 큰 둥근 안경을 쓰고 있던 것으로부터 「안경원숭이(메가네 자루)」라고 불렸는데 본인은 마음에 들었다고 함. 그러나 졸업하는 무렵에는 시력이 회복해, 2010년 시점에서는 1.5 정도이다. 한층 더 「블랙 마리못코리」라고도 불리고 있다(전술의 「블랙 카시와기」의 건과 눈이 「마리못코리」를 닮은 것에 유래).
- 반응이 좋기 때문에 「AKBINGO!」에서는 「리액션 여왕」이라고 불리고 있다.
- 자타 모두 인정하는 비를 몰고 다니는 여자이다.
- 요리에 약하고, 17세가 되어 처음 달걀을 깰 수 있게 됨. 또, 「AKBINGO!」(2009년 8월 27일 방송분)에서는 날달걀의 껍질을 젓가락으로 벗겨, 사회의 배드 보이즈에게 츳코미를 받은 적 있다.
- 중학교 3학년 때의 악력은 「7」이었다. 16세 때는 23kg였다.
- 동경의 아이돌은 마츠다 세이코와 마츠우라 아야.
- 가라오케와 탁구를 좋아함.
- 타이핑에 자신 있음.
- 앞머리를 만지작 거리는 것이 버릇이다. 그러나 지적될 때까지 깨닫지 못했음.
- 말버릇은 「정말로!? (혼토니!?)」 「과연(나루호도)」와 더불어, 「자, 자, 자, 자(사아, 사아, 사아, 사아)」・「아무튼, 아무튼, 아무튼, 아무튼(마아, 마아, 마아, 마아)」 등, 의음을 4개 거듭해 말하는 것이 많다. 이러한 말버릇은 본인도 눈치채고 있음.
- 초등학생 때에는 취주악부에 소속해 트럼본의 담당이었다. 「AKB48 팀 B 4th Stage 「아이돌의 새벽」 공연」에서도, 트럼본을 담당하고 있었다. 그 후, 중학생 때는 부 활동에서, 고교 입학 후는 취주악을 하고 싶었지만, 병약했기 때문에 동아리에는 들어가지 않았다.
- 집을 아주 좋아하고, 일과 일 사이의 10분이라도 귀가하고 싶어할 정도이다. 반대로 타인을 집에 들인 적이 없고, 타인의 집에서 외박한 적도 없다. 사이 좋은 가타야마 하루카조차도, 집에는 10분도 들이지 않았다.
- 문자 교환을 좋아하지 않고, 멤버로부터의 문자를 수신 40분 후에 답장하거나, 스스로는 의문의 문자를 송신하지 않고 있다. 그러나 멤버의 생일에는 스스로 문자를 보내기도 한다.
- 유치원에 들어갈 때, 「그 귀여운 버스를 탈 수 없으면 살아갈 수 없다」고 떼를 쓴 결과 그 통원 버스를 운행하고 있던 음악 전문의 유치원에 입원했다. 그 유치원 시대의 노래나 댄스의 학습 성과가 AKB48로 도움이 되고 있다.
- 원 모닝구 무스메。의 이시카와 리카의 대 팬이며, 장래 아이에게 짓고 싶은 이름도 「리카」이다.
- 친구 마노 에리나

### AKB 관련
- 「주간 AKB」에서 결성된 「AKB격신부」의 부장을 맡지만, 실제로 격신(괴로울 정도로 매운 것)은 별로 좋아하지 않는다.
- 좋아하는 음식은 수박과 연어이고, 싫어하는 음식은 당근・우유, 샐러리라고 한다.
- 「AKB48 팀 B 5th Stage 「씨어터의 여신」에서는 솔로 유닛 「밤바람의 소행」을 담당. 구 팀B멤버에서는 처음이자, AKB48 전체에서도 오오시마 유코, 아키모토 사야카에 계속되는 3명째의 솔로 유닛 담당이 되었다.
- SKE48의 「아이돌 연구회」에 소속해 있다. 회원 번호는 5번.
- 비둘기를 싫어함.
- AKB48의 악곡 중 제일 좋아하는 곡은 「첫날(쇼니치)」이다.
- 카타야마 하루카, 나카야 사야카와 「팀 소극적」 「큐티팀」을 결성하고 있는데, 후자에는 타나베 미쿠도 참가하고 있다
- HKT48 팀KIV 부캡틴 및 AKB48 팀A 미야와키 사쿠라와 함께 가고시마현 출신.
- 1990년:카타야마 하루카, 미야자와 사에
- 1991년:마에다 아츠코(동갑이자 졸업멤버이자 선배), 나카야 사야카, 다카죠 아키, 키타하라 리에
- 1992년:니토 모에노, 미네기시 미나미, 사시하라 리노, 타나베 미쿠
- 1994년:와타나베 마유

## 작품

### 싱글
1. 쇼트케이크(ショートケーキ) (2013년 2월 6일)
2. Birthday wedding (2013년 10월 16일)
3. CAN YOU WALK WITH ME?? (2021년 3월 3일)

### 콜라보 싱글
1. 카시와기 유키 나름의 WACK 대전집(柏木由紀なりのWACK 大全集) (2021년 11월 30일)
  - 카시와기 유키 나름의 BiSH-BAD TEMPER-(柏木由紀なりのBiSH-BAD TEMPER-)
  - 카시와기 유키 나름의 EMPiRE-시간이 부족해-(柏木由紀なりのEMPiRE-時間が足りない-)
  - 카시와기 유키 나름의 BiS-ANYTiME ANYTHiNG-(柏木由紀なりのBiS-ANYTiME ANYTHiNG-)
  - 카시와기 유키 나름의 마메시바노 타이군-계속 신경 쓰이는 애호박-(柏木由紀なりの豆柴の大群-ずっと気になるズッキーニ-)
  - 카시와기 유키 나름의 GO TO THE BEDS-TRUE SONG-(柏木由紀なりのGO TO THE BEDS-TRUE SONG-)
  - 카시와기 유키 나름의 PARADISES-여름의 바보 녀석-(柏木由紀なりのPARADISES-夏のバカヤロー-)
  - 카시와기 유키 나름의 ASP-AGAiNST THE WORLD-(柏木由紀なりのASP-AGAiNST THE WORLD-)

### 착신 싱글
1. 무정한 너(そっけない君) (2018년 12월 5일)
2. I'm not alone (2024년 11월 6일)

### DVD
- 카시와기 유키 1st DVD 「이상, 괌으로부터 카시와기 유키였습니다」 (2010년 2월 24일, 리버풀)
- 카시와기 유키 2nd DVD 「Love Letter」 (2010년 7월 28일, 리버풀)

## AKB48로서의 참가곡

### 싱글 CD 선발곡
- BINGO!
- 桜の花びらたち2008 / 벚꽃의 꽃잎들 2008
- Baby! Baby! Baby!
- 大声ダイヤモンド / 큰 목소리 다이아몬드
- 10年桜 / 10년 벚꽃
- 涙サプライズ! / 눈물 서프라이즈!
- 言い訳Maybe / 변명 Maybe
- RIVER
- 桜の栞 / 벚꽃의 서표
- ポニーテールとシュシュ / 포니테일과 슈슈
- ヘビーローテーション / 헤비 로테이션
  - 野菜シスターズ / 야채 시스터즈 - 야채 시스터즈 명의
  - ラッキーセブン / 럭키 세븐
- Beginner
- チャンスの順番 / 찬스의 차례에 수록
  - 예약한 크리스마스
  - 러브 · 점프
- 桜の木になろう / 벚꽃 나무가 되리
- 誰かのために -What can I do for someone?- / 누군가를 위해서-What can I do for someone?-
- Everyday、カチューシャ / Everyday, 카츄샤
- フライングゲット / 플라잉 겟
  - 野菜占い / 야채 점 - 야채 시스터즈 2011 명의
- 風は吹いている / 바람은 불고 있어
- GIVE ME FIVE! (드럼 담당)
- 真夏のSounds good ! / 한여름의 Sounds Good!
- ギンガムチェック / 깅엄 체크
  - 夢の河 / 꿈의 강
- UZA
- 永遠プレッシャー / 영원 프레셔
  - とっておきクリスマス / 소중한 크리스마스
- So long !
- さよならクロール / 안녕 크롤
- 恋するフォーチュンクッキー / 사랑하는 포춘 쿠키
  - 最後のドア / 마지막 문
  - 涙のせいじゃない / 눈물 탓이 아니야
- ハート・エレキ / 하트 일렉트릭 기타
- 〈鈴懸の木の道で「君の微笑みを夢に見る」と言ってしまったら僕たちの関係はどう変わってしまうのか、僕なりに何日か考えた上でのやや気恥ずかしい結論のようなもの 플라타너스 나무가 서 있는 길에서 「네 미소가 꿈에 나왔어」라고 말해버린다면 우리들의 관계는 어떻게 변하는 걸까, 나 나름대로 며칠이고 생각해본 후의 조금 부끄러운 결론처럼〉에 수록
  - Mosh & Dive
  - Party is over
- 前しか向かねえ / 앞 밖에 보지 않아
- ラブラドール・レトリバー / 래브라도 리트리버
  - 今日までのメロディー / 오늘까지의 멜로디
- 心のプラカード / 마음의 플래카드
- 望的リフレイン / 희망적 리프레인
- Green Flash
  - 春の光 近づいた夏 / 봄의 빛 다가온 여름
  - 履物と傘の物語 / 신발과 우산 이야기
- 僕たちは戦わない / 우리는 싸우지 않아
  - 君の第二章 / 너의 제2장
- ハロウィン・ナイト / 할로윈 나이트
  - 一歩目音頭 / 첫걸음 선창
- 唇にBe My Baby / 입술에 Be My Baby
  - 365日の紙飛行機 / 365일의 종이비행기
  - 金の羽根を持つ人よ / 금날개를 가진 자여 - 팀 B 명의
  - 背中言葉 / 등 너머로 하는 말
- 君はメロディー / 너는 멜로디
  - 混ざり合うもの / 서로 섞이는 것 - 노기자카AKB 명의
- 翼はいらない / 날개는 필요 없어
  - 恋をすると馬鹿を見る / 사랑을 하면 손해를 본다 - 팀 B 명의
  - 君はどこにいる？ / 너는 어디에 있니? - NGT48 명의

### 극장 공연 유닛곡
teamB 1st Stage 「청춘 걸즈」공연
1. 금지된 2명
2. 발칙한 여름

teamB 2nd Stage 「만나고 싶었다」공연
1. 눈물의 쇼난
2. 사랑의 PLAN
3. 등 뒤에서 꼭 껴안아
4. 리오의 혁명

※ 전원 참가곡이지만, 「스커트, 휘날리며」에서는 프런트 멤버(스카히등 세븐)로 등장한다.
teamB 3rd Stage 「파자마 드라이브」공연
1. 그래도 그래도 눈물

teamB 4th Stage 「아이돌의 새벽」공연
1. 입으로 넣어주는 초콜릿

THEATER G-ROSSO 「꿈을 죽게 하는 것 가지 않는다」공연
1. 기억의 딜레마

※구라모치 아스카・키타하라 리에의 스탠바이
teamB 5th Stage 「씨어터의 여신」공연
1. 밤바람의 소행 (솔로 유닛곡)
2. 캔디 ※

※사토 아미나의 유닛 언더, 또는 카사이 토모미 휴연시에 사토 포지션으로 출연(카사이 포지션에 사토가 슬라이드).
우메다 팀 B 웨이팅 공연
1. 눈물에 지는 태양

teamB 6th Stage 「파자마 드라이브」 공연
1. 순정 주의자

teamB 7th Stage 「지금 연애 중」 공연
1. 봄이 올 때까지

## NMB48로서의 참가곡

### 싱글 CD 선발곡
- らしくない
  - 休戦協定 / 휴전협정 - 팀 N 명의
- Don't look back!
  - 恋愛ペテン師 / 연애사기꾼 - 팀 N 명의

### 앨범 선발곡
- 《世界の中心は大阪や ～なんば自治区～ 세계의 중심은 오사카야 ~남바 자치구~》에 수록
  - イビサガール / 이비사 걸
  - 電車を降りる/ 전차에서 내리다 - 팀N 명의
  - ハートの独占権 / 하트의 독점권

### 극장 공연 유닛곡
teamN 4th Stage 「여기에도 천사는있다」 공연
1. 지퍼
2. 처음의 별
3. 100년 후에도

## NGT48로서의 참가곡

### 극장 공연 유닛곡
팀 NIII 1st Stage 「PARTY가 시작된다구」 공연
1. 당신과 크리스마스 이브

## 출연

### 텔레비전 프로
출연 중인 프로그램 (2010년 기준)
- AKBINGO! (2008년 10월 8일 - 11월 19일 ・12월 3일 - 2009년 3월 4일 ・18일 ・4월 8일 - 5월 13일・27일 - 7월 1일 ・15일 - 11월 11일 ・12월 23일・2010년 1월 6일 ・27일 - 4월 28일 ・5월 12일 - 26일 ・6월 30일 - , 니혼TV 계열)
- 히루오비! (2009년 4월 1일 - , TBS 계열) - 날씨 코너 (2009년 9월 24일까지 수・목요일 레귤러→동년 9월 28일부터 월・화요일 레귤러)
- 주간AKB (2009년 7월 24일 - 8월 7일 ・9월 11일 ・10월 9일 - 16일 ・11월 27일 ・2010년 1월 15일 - 29일 ・2월 19일 - 3월 5일 ・19일 - 4월 2일・30일 - 5월 14일 ・6월 11일 ・18일, TV 도쿄 계열)
- 기적 겟타붓트바스!! (2010년 11월 20일 - , TBS 계열)

과거에 출연한 프로그램
- AKB1시59분! (2008년 1월 24일 - 3월 27일, 니혼TV 제작・관동 로컬)
- AKB0시59분! (2008년 5월 5일 - 26일·6월 30일 - 7월 21일, 니혼TV 제작 ・관동 로컬)
- 휴대폰 드라마 격♥연…운명의 러브 스토리… 제2부 (2010년 4월 8일 - 5월 27일, NHK 종합) - 간다 아이카, 마츠이 에리나, 아리스에 마유코와 함께 편지 코너에서 등장.
- G.I.고로- (2010년 5월 10일 - 24일, TBS 계열)
- AKB-급 구루메 스타디움 (2010년 7월 18일 ・8월 15일, 음식과 여행의 후디즈 TV)

### 드라마
- 마지스카 학원 제1화 - 제3화 ・제5화 - 제7화 ・제10화 - 최종화 (2010년 1월 8일 - 22일・2월 5일 - 26일・3월 12일 - 26일, TV 도쿄 계열) - 블랙 역
- 마지스카 학원 2 제1화 - 제8화 - 최종화 (2011년 4월 15일 - 7월 1일, TV 도쿄 계열) - 블랙 역
- 아름다운 그대에게~미남☆파라다이스~ (2011년 7월 10일 - 9월 18일, 후지 TV 계열) - 키시노사토 쥬리 역
- 미에리노 카시와기 (2013년 1월 11일 - , TV 도쿄 계열) - 카시와기 역
- 타가린 (2013년 4월 13일 - 6월 22일, 후지 TV 계열) - 에지마 치히로 역
- 검은 옷 이야기 (2014년 10월 24일 - 12월 12일, TV 아사히 계열) - 미키 역

### 텔레비전 애니메이션
- 테일즈 오브 더 아비스 (2008년 10월 - 2009년 3월, 마이니치방송 제작) - 메이드 역
- 스켓 댄스 (2011년 4월 7일 - , TV 도쿄 계열) - 후지사키 루미 역

### 게임
- 모에한 마작 모에쨩! (2008년, 허드슨 플레이스테이션・포터블 소프트) - 오모토 타이요 역

### CM
- Baby! Baby! Baby! (2008년 6월 - , 스카이 퍼펙트 커뮤니케이션!한정) - i모드 한정 전달
- 사랑의 노래 2 (2009년 6월 - , 유니버설 뮤직)
- 요미우리 신문 「요미우리 신문×AKB48」 「 더 전하고 싶다. 창간 135주년 요미우리 신문」 (2009년 6월・7월)
- 레코쵸크 「레코쵸크의 방 AKB편」 (2010년 2월 1일 - 3월 21일)
- AOKI 「AOKI×AKB48」 「후렛샤즈 48 코데 신생활편 ・첫 슈트편 (2010년 2월 11일 - )」
- 가고메 「야채 하루 이것 한 개」 (2010년 5월 10일 - ) - 「야채 시스타즈」호박 역
- 세븐일레븐 「세븐일레븐 페어×AKB48」 (2010년 7월 1일 - 31일)
- UHA 미카쿠토 「푸쵸」 (2010년 8월 10일 - )
- 푸라라 「AKB48×히카리TV」 「토크 편」 「댄스 편」 「노래 편」 「꿈 편」 「상징곡 편」 (2010년 10월 21일 - 11월)」
- 세븐일레븐 「세븐일레븐×AKB48」 「크리스마스 케이크 편」(2010년 10월 31일 - 12월 25일)
- UMA 미카쿠토 「AKB48」 「스트랩편」(2010년 11월 13일 - 11월 하순)
- 일본 HP 「HP 겨울 콜렉션 feat. AKB48」 「겨울 코레편」 (2010년 11월 19일 - )
- H.I.S.2011 첫 꿈 페어(2010년 12월 27일 - ) 객실 승무원 역
- Hotto Motto 「AKB48×Hotto Motto」 「GO! 커틀릿 페어 편」 「크림 스튜 커틀릿 사발 편」 「기호 소스 커틀릿 사발 편」(2011년 1월 1일 - )

### 프로모션 ・비디오
- CLIFF EDGE 「SA・YO・NA・RA~너를 잊지 않아」 (2009년)
- SDN48 「억지 콩그레츄레이션」 (2012년)

### 라디오
- AKB48 내일까지 좀 더. (2008년 4월 28일 ・6월 2일 ・23일 ・7월 28일・8월 25일 ・9월 29일 ・10월 27일 ・12월 1일 ・12월 29일 ・2009년 1월 5일 ・2월 23일 ・3월 16일 ・4월 6일 ・27일 ・8월 17일 ・9월 14일 - 28일 ・2010년 1월 25일 ・2월 1일 ・3월 22일 ・29일, 분카 방송)
- ON8 (2009년 4월 20일 ・11월 23일, bayfm)
- Holiday Special bayfm meets AKB48 3rd Stage~REAL~ (2008년 9월 15일, bayfm)
- AKB48 오늘 밤은 돌아가지 않는다… (2008년 11월 29일 - 2010년 8월 16일, CBC 라디오)
- AKB48 카시와기 유키와 타카죠 아키의 올나잇 일본 모바일 (2010년 1월 20일 -　, 닛폰방송)
- AKB48의 올나잇 일본 (2010년 4월 9일 ・7월 2일 ・8월 27일, 닛폰방송)
- 릿슨? 〜Live 4 Life〜 (2010년 5월 4일 - 25일 ・8월 3일 - 31일 ・10월 5일 - 26일, 분카 방송) - 5월 ・8월 ・10월도 화요일 퍼스낼러티.

### 이벤트
- CBC GREEN LIVE (2009년 3월 21일, CBC 홀)

### 무대
- AKB 가극단 「∞・Infinity」(2009년 10월 30일 - 11월 8일, THEATER G-ROSSO) - 타카시마 마리아 역, 타카하시 미나미와 더블 캐스트

### 콘서트
- AKB48 봄의 조금 전국 투어 〜아직도야 AKB48!〜 (2007년 3월 17일 ・18일, 일본 청년관) - 오오시마 유코의 대역
- AKB48 리퀘스트 아워 세트 리스트 베스트 100 (2008년 1월 21일 - 24일, SHIBUYA-AX)
- 라이브 DVD는 나올 것이지만, 역시 생에 한정하군! AKB48 여름축제 (2008년 8월 23일, 히비야 야외 대음악당)
- AKB48 설마, 이 콘서트의 음원은 유출하지 않지요? (2008년 11월 23일, NHK 홀)
- 망년 감사제 셔플 하자, AKB! SKE도 잘 부탁해 (2008년 12월 20일, JCB 홀)
- AKB48 리퀘스트 아워 세트 리스트 베스트 100 2009 (2009년 1월 18일 - 21일, SHIBUYA-AX)
- 「신공연 예정」* 제반의 사정에 의해, 신공연이 되지 않는 경우도 있기 때문에, 양해 바랍니다. (2009년 4월 25일 ・26일, NHK 홀)
- AKB48 분신술 투어 (2009년 8월 12일, Zepp Nagoya)
- AKB104 선발 멤버 내각 조성 축제 (2009년 8월 22일・23일, 일본 무도관)
- 사운드코니파 229 AKB48 여름의 원숭이 아줌마 축제(2009년 9월 13일, 후지큐 하이랜드 사운드코니파)
- AKB48 리퀘스트 아워 세트 리스트 베스트 100 2010 with 아메바 피그 (2010년 1월 21일 - 24일, SHIBUYA-AX)
- AKB48 만석 축제 희망 찬반양론 (2010년 3월 24일・25일, 요코하마 아레나)
- AKB48 콘서트 「써프라이즈는 없습니다」 (2010년 7월 10일 ・11일, 요요기 제일 체육관)
- AKB48 AKB가 왔다!! (2010년 8월 19일・30일, 남바 Hatch ・Zepp Nagoya)
- AKB48 야쿠시지 봉납 공연 2010 「꿈의 꽃잎들」 (2010년 9월 26일, 야쿠시지)
- Visit Zoo 캠페인 응원 프로젝트 AKB48 도쿄 가을축제 supported by NTT 피라라 (2010년 10월 9일 ・10일, 가사이린카이 공원)

### DVD
- 카시와기 유키 1st DVD 「이상, 괌으로부터 카시와기 유키였습니다」 (2010년 2월 24일, 리버풀)
- 카시와기 유키 2nd DVD 「Love Letter」 (2010년 7월 28일, 리버풀)

## 서적

### 잡지 연재
- 주간 영 점프(2010년 8월 19일 - , 슈에이샤) - 키타하라 리에・사시하라 리노와 함께 「AKB48 당번 연재 빙빙 4」를 연재.

### 사진집
- 카시와기 유키 1st DVD 「이상, 괌으로부터 카시와기 유키였습니다」 (2010년 2월 24일, 리버풀)
- 카시와기 유키 2nd DVD 「Love Letter」 (2010년 7월 28일, 리버풀)